# Линке, Йозеф
Йозеф Линке (нем. Joseph Linke; 8 июня 1783, Трахенберг, Прусская Силезия (ныне Жмигруд, Нижнесилезское воеводство, Польша) — 26 марта 1837, Вена, Австрийская империя) — немецко-австрийский виолончелист и композитор, выдающийся виртуоз.

## Биография
Немецкого происхождения.
Свою музыкальную карьеру начал певчим в Бреслау. В июне 1808 года он приехал в Вену и стал участником знаменитого струнного квартета Игнаца Шуппанцига, (т. н. квартет А. К. Разумовского). Квартет Игнаца Шуппанцига был известен как лучший струнный квартет в Европе и как первый профессиональный струнный квартет, к которому он принадлежал до его роспуска в 1814 году.
Принадлежал к кругу друзей Людвига ван Бетховена, который написал ряд произведений для Линке, в частности, сонаты для виолончели и фортепиано до мажор op.102 № 1 и ре мажор op.102 № 2. 
Участвовал в публичных квартетных собраний, дававшихся Шуппанцигом в Вене; с 1818 года - солист, первый виолончелист «Театра ан дер Вин», Венской придворной оперы. Пропагандист музыки Франца Шуберта: в частности, был первым исполнителем двух фортепианных трио Шуберта (1827, вместе с Игнацем Шуппанцигом и Карлом Боклетом).
Автор виолончельных пьес.